# Qila (Hebron)
Qila (àrab: قيلة, Qīla) és una vila palestina de la governació d'Hebron, a Cisjordània, situat 11 kilòmetres al nord-oest d'Hebron. Segons l'Oficina Central Palestina d'Estadístiques tenia 918 habitants el 2006. Les instal·lacions d'atenció primària de salut del poble es troben a Qila designades pel Ministeri de Salut com a nivell 1 i a Beit Ula, Kharas o Nuba, on l'assistència sanitària està en el nivell 2.
Molts erudits identifiquen Qila amb la Queilà bíblica, mencionada en 1 Samuel.